# Piz Lad
Piz Lad är en bergstopp i Schweiz.   Den ligger i regionen Engiadina Bassa/Val Müstair och kantonen Graubünden, i den östra delen av landet, 230 km öster om huvudstaden Bern. Toppen på Piz Lad är 2 882 meter över havet, eller 100 meter över den omgivande terrängen. Bredden vid basen är 0,85 km.
Terrängen runt Piz Lad är huvudsakligen bergig, men västerut är den kuperad. Runt Piz Lad är det mycket glesbefolkat, med 7 invånare per kvadratkilometer.. Närmaste större samhälle är Müstair, 6,8 km norr om Piz Lad. 
Trakten runt Piz Lad består i huvudsak av gräsmarker.